# Helyettesítési rugalmasság

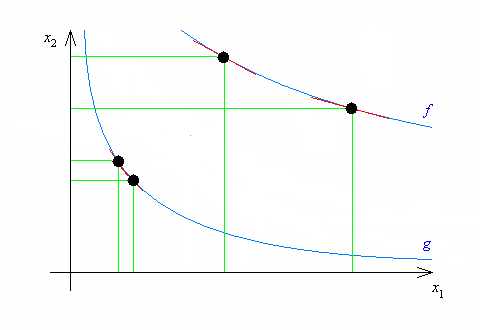
Helyettesítési rugalmasságok. Az f szintvonal „görbülete” kisebb, mint g-é, így a hozzá tartozó helyettesítési rugalmasság nagyobb, mert a görbén maradva a meredekség 1%-os növekedéséhez az x_{2}/x_{1} arány nagyobb megváltozása szükséges.

A mikroökonómiában egy kétváltozós függvény adott pontban értelmezett helyettesítési rugalmassága azt mutatja meg, hogy a függvényérték változatlansága mellett mennyivel kell változtatnunk a két változó értékének arányán, hogy a függvény adott ponton áthaladó szintvonalának meredeksége (abszolútértékben) 1%-kal emelkedjen. A helyettesítési rugalmasság tehát a függvény szintvonalainak „görbültségét” leíró mutatószám. Minél nagyobb egy pontban egy függvény helyettesítési rugalmassága, az adott ponthoz tartozó szintvonal annál inkább „hozzásimul” az egyeneshez, és ennek megfelelően annál nagyobb az 1%-os meredekségnöveléshez szükséges arányváltozás mértéke. Ha a függvény két változója két, valamilyen gazdasági tevékenység során felhasználható jószág mennyiségét szimbolizálja, akkor a rugalmasság növekedésével a két jószágot egyre könnyebb lesz egymással helyettesíteni.
A helyettesítési rugalmasság jele a σ (szigma).
A helyettesítési rugalmasság matematikailag pontos képlete deriváltakkal írható fel:
ahol {\displaystyle {\frac {\partial x_{2}}{\partial x_{1}}}} a szintvonal meredeksége.
Belátható, hogy a következő, olykor egyszerűbb képlet az előzővel azonos eredményt ad:
A fogyasztáselméletben többnyire a hasznossági függvény, míg a termeléselméletben a termelési függvény helyettesítési rugalmasságát vizsgálják.